# 1924 en bande dessinée
| Années de la bande dessinée : 1921 - 1922 - 1923 - 1924 - 1925 - 1926 - 1927    |
| Décennies de la bande dessinée : 1890 - 1900 - 1910 - 1920 - 1930 - 1940 - 1950 |

Cet article présente les faits marquants de l'année 1924 en bande dessinée.

## Évènements
- En Corée avec Les vains efforts d'un idiot (Meongteonguri heonmulgyeogi 멍턴구리 헛물겨기) de Noh Su-hyeong (노수형), publié dans le Chosun Ilbo (조선일보/朝鮮日報), le manhwa commence à adopter les conventions de la bande dessinée occidentale (cases et surtout bulles).
- Première apparition de Bibi Fricotin le 5 octobre 1924 dans Le Petit Illustré no 1043.

## Comic strips
| Date     | Titre               | Auteur      | Évènement | Éditeur             |  |
| -------- | ------------------- | ----------- | --------- | ------------------- |  |
| 14 avril | Wash Tubbs          |             | Création  |                     |  |
| 5 août   | Little Orphan Annie | Harold Gray | Création  | New York Daily News |  |
| ?        | …                   |             |           |                     |  |

## Nouveaux albums
Voir aussi : Albums de bande dessinée sortis en 1924
| Sortie | Titre       | Scénariste | Dessinateur | Coloriste | Éditeur |
| ------ | ----------- | ---------- | ----------- | --------- | ------- |
| ?      | à compléter |            |             |           |         |
| ?      | …           |            |             |           |         |

## Naissances
- 3 janvier : André Franquin, auteur belge (Gaston Lagaffe, Idées noires, Le Marsupilami, Modeste et Pompon), mort en 1997.
- 1er mars : Arnold Drake, scénariste américain, mort en 2007.
- 23 mars : Jean Cézard, dessinateur et scénariste français (Kiwi, Arthur le fantôme justicier, les Rigolus et les Tristus, Surplouf le petit corsaire), mort en 1977.
- 30 mars : Raymond Macherot, auteur belge (Chlorophylle, Clifton, Chaminou et le Khrompire, Sibylline, Isabelle), mort en 2008.
- 17 avril : Earl Norem, dessinateur de couvertures de comics, mort en 2015.
- 26 avril : Victor Hubinon, dessinateur belge (Barbe-rouge, Buck Danny)
- 28 avril : Dick Ayers, dessinateur de comics, mort en 2014.
- 29 avril : Paul S. Newman, scénariste de comics américain, mort en 1999.
- 14 mai : Brad Anderson, créateur du comic strip Marmaduke
- 22 mai : Willy et Yves Groux, frères jumeaux dessinateurs français de bandes dessinées.
- 6 juillet : Frank Giacoia, dessinateur de comics, mort en 1988.
- 7 août : Jean Sidobre, dit Georges Lévis (Le Club des cinq, Mademoiselle Caroline, Liz et Beth)
- 3 octobre : Harvey Kurtzman, dessinateur américain (Mad, Little Annie Fanny)
- 27 octobre : Lina Buffolente, auteur de fumetti italienne (Frisco Jim, Colorado Kid e Calamity Jane, Lo scudiero del duca, Il piccolo re)
- 30 octobre : Jean-Michel Charlier, scénariste belge (Blueberry, Buck Danny, Marc Dacier, La Patrouille des Castors, Les Aventures de Tanguy et Laverdure, Barbe-Rouge)
- 2 décembre : Jack Davis, dessinateur américain, mort en 2016.
- 5 décembre : Sam Glanzman, auteur de comics.